# Diane Fleri
Diane Fleri (Quimper, 13 luglio 1983) è un'attrice francese con cittadinanza italiana.

## Biografia
Nasce in Bretagna da Marino Fleri, diplomatico romano di origini maltesi ma nato in Estonia, e da madre francese d'origine vietnamita. Ha due fratelli e una sorella. A causa del lavoro del padre, nominato nel novembre 1983 console generale d'Italia a Gerusalemme, a pochi mesi di vita vi si trasferisce con la famiglia, vivendovi per otto anni, fino allo scoppio della guerra del Golfo. Nel 1991 il padre viene nominato ambasciatore italiano a Malta, isola in cui lei vive fino al 1993. All'età di nove anni, si stabilisce definitivamente con la famiglia a Roma.

## Carriera
Anche se già appassionata e impegnata nella recitazione, la sua carriera inizia per caso: ancora adolescente, studentessa del Liceo Ginnasio Statale E. Q. Visconti, accompagna un amico a un'audizione per il film Come te nessuno mai di Gabriele Muccino, e viene scelta dal regista. Successivamente all'esordio al cinema, continua a dividersi tra studio e lavoro, infatti dopo il liceo si iscrive all'Università degli Studi Roma Tre, al corso di Scienze politiche e relazioni internazionali, e intanto va a vivere per un anno a Parigi, dove studia recitazione e lavora in teatro.
In questo periodo partecipa ad alcune fiction televisive, e gira dei cortometraggi; ha dichiarato di amare molto questo genere, perché: «a volte è proprio il cortometraggio a ricordarti perché ti piace questo lavoro. Recitativamente mi permette di divertirmi di più, molto spesso, di lavorare di più, è come fare uno stage di recitazione. Io mi lascio veramente andare nei cortometraggi forse più che nei lavori più seri».
Si mette in evidenza nel 2007 grazie al film Mio fratello è figlio unico, diretto da Daniele Luchetti, con Riccardo Scamarcio, Elio Germano e Alba Rohrwacher, dove è tra i protagonisti nel ruolo di Francesca.
Nel 2008 è co-protagonista, con il ruolo di Melanie Desmoulins, nella serie televisiva I liceali, insieme a Giorgio Tirabassi e Claudia Pandolfi. Nello stesso anno è sul grande schermo con i film Solo un padre, regia di Luca Lucini, con Luca Argentero, Aspettando Godard, regia di Alessandro Aronadio, con Jordi Mollà e Lorenzo Balducci, Quell'estate, regia di Guendalina Zampagni, e Il prossimo tuo, regia di Anne Riitta Ciccone. Nel 2009 gira il film Io sono l'amore, diretto da Luca Guadagnino, e insieme all'amica Claudia Pandolfi gira il cortometraggio L'autostop di Leonardo e Simone Godano. Inoltre nello stesso anno torna a interpretare il ruolo di Melanie Desmoulins nella seconda stagione de I liceali. Nel 2011 è Antonia nel film L'amore fa male di Mirca Viola.
Tra i suoi altri lavori, è presente nel videoclip Let Me Be dei Waines, diretto da Corrado Fortuna e vincitore del premio alla miglior regia al Premio Italiano Videoclip Indipendente, che è stato al centro di polemiche perché incentrato sulla masturbazione. Appare inoltre nel video Prendimi di Daniele Groff.

## Filmografia

### Cinema
- Come te nessuno mai, regia di Gabriele Muccino (1999)
- Achille e la tartaruga, regia di Valerio Attanasio – cortometraggio (2005)
- Mio fratello è figlio unico, regia di Daniele Luchetti (2007)
- Solo un padre, regia di Luca Lucini (2008)
- Quell'estate, regia di Guendalina Zampagni (2008)
- Il prossimo tuo, regia di Anne Riitta Ciccone (2008)
- L'autostop, regia di Leonardo e Simone Godano – cortometraggio (2008)
- François, regia di Dario Gorini e Iacopo Zanon – cortometraggio (2008)
- Io sono l'amore, regia di Luca Guadagnino (2009)
- Febbre da fieno, regia di Laura Luchetti (2010)
- L'amore fa male, regia di Mirca Viola (2011)
- Anche se è amore non si vede, regia di Ficarra e Picone (2011)
- Posti in piedi in paradiso, regia di Carlo Verdone (2012)
- Nina, regia di Elisa Fuksas (2012)
- L'amore non si sa, regia di Marcello Di Noto (2021)
- Io vivo altrove!, regia di Giuseppe Battiston (2023)
- Romantiche, regia di Pilar Fogliati (2023)

### Televisione
- La notte breve, regia di Camilla Costanzo e Alessio Cremonini – film TV (2006)
- R.I.S. - Delitti imperfetti – serie TV, episodio 2x13 (2006)
- I liceali – serie TV, 10 episodi (2008-2009)
- Gli ultimi del paradiso, regia di Luciano Manuzzi – miniserie TV (2010)
- Questo nostro amore – serie TV, 6 episodi (2014)
- Solo – serie TV, 7 episodi (2016)
- Liberi sognatori – serie TV, episodio 1x01 (2018)
- Studio Battaglia – serie TV, episodi 1x03-2x04-2x06 (2022-2024)
- Rocco Schiavone – serie TV, episodio 5x01 (2023)

### Doppiaggio
- Léa Seydoux in Midnight in Paris